# Elimination Chamber (2023)
Elimination Chamber 2023 (được gọi là No Escape ở Đức) là sự kiện phát trực tiếp và trả tiền theo lượt xem (PPV) và đấu vật chuyên nghiệp của Elimination Chamber lần thứ 13 do WWE sản xuất. Nó được tổ chức cho các đô vật từ các bộ phận thương hiệu Raw và SmackDown. Sự kiện diễn ra vào Thứ Bảy, ngày 18 tháng 2 năm 2023, tại Bell Centre ở Montreal, Quebec, Canada. Điều này đánh dấu sự kiện Elimination Chamber đầu tiên được tổ chức tại Canada và là sự kiện thứ hai diễn ra bên ngoài Hoa Kỳ, sau sự kiện năm 2022. Nó cũng đánh dấu sự kiện WWE lớn đầu tiên được tổ chức tại Montreal kể từ sự kiện Breaking Point vào tháng 9 năm 2009.
Năm trận đấu đã diễn ra tại sự kiện. Trong trận đấu tâm điểm, Roman Reigns đã đánh bại Sami Zayn để giữ đai Undisputed WWE Universal Championship. Đối với các trận đấu trong lồng sắt Elimination Chamber, có một trận đấu dành cho nam và nữ. Ở nội dung nam, vốn chỉ dành riêng cho Raw, Austin Theory đã giành được đai WWE United States Championship, trong khi ở nội dung nữ, đây là trận mở màn sự kiện và có sự góp mặt của các đô vật từ cả Raw và SmackDown, Asuka của Raw đã giành chiến thắng và giành được một trận tranh đai WWE Raw Women's Championship tại WrestleMania 39. Điều này cũng khiến Asuka trở thành người phụ nữ đầu tiên giành chiến thắng trong các trận đấu Royal Rumble, Money in the Bank và Elimination Chamber.
Sự kiện tiếp tục chuỗi sự kiện được giới phê bình hoan nghênh của WWE, khi các nhà phê bình nhất trí ca ngợi việc thực hiện trận đấu tâm điểm với nhiều người coi đây là ứng cử viên cho trận đấu của năm của WWE. Các nhà phê bình cũng ca ngợi cả hai trận đấu trong lồng sắt Elimination Chamber và trận đấu đồng đội hỗn hợp giữa Edge và Beth Phoenix vs The Judgement Day (Finn Bálor và Rhea Ripley), nhưng một số người chỉ trích phần kết của trận đấu giữa Brock Lesnar và Bobby Lashley.

## Sản xuất
Elimination Chamber là một sự kiện do WWE của Mỹ tổ chức lần đầu tiên vào năm 2010. Nó được tổ chức hàng năm kể từ đó, ngoại trừ năm 2016, thường là vào tháng Hai. Ý tưởng của sự kiện là một hoặc hai trận đấu của sự kiện chính được tranh tài bên trong lồng sắt Elimination Chamber, với đai vô địch hoặc cơ hội giành đai vô địch trong tương lai. Được thông báo vào ngày 24 tháng 10 năm 2022, sự kiện Elimination Chamber lần thứ 13 dự kiến diễn ra vào Thứ Bảy, ngày 18 tháng 2 năm 2023, tại Bell Centre ở Montreal, Quebec, Canada có sự góp mặt của các đô vật từ các thương hiệu Raw và SmackDown. Điều này đánh dấu sự kiện Elimination Chamber đầu tiên được tổ chức tại Canada và là sự kiện thứ hai được tổ chức bên ngoài Hoa Kỳ, sau sự kiện năm 2022 được tổ chức tại Ả Rập Xê Út. Đây cũng là sự kiện WWE lớn đầu tiên được tổ chức tại Montreal kể từ Breaking Point vào tháng 9 năm 2009. Sự kiện này được phát sóng trên pay-per-view trên toàn thế giới và phát trực tiếp trên Peacock ở Hoa Kỳ và WWE Network trên thế giới. Đây cũng là Elimination Chamber đầu tiên phát trực tiếp trên Binge ở Úc sau khi phiên bản WWE Network của Úc hợp nhất với kênh Binge của Foxtel vào tháng Một. Cũng có thông báo rằng trong tập ngày 17 tháng 2 của SmackDown sẽ được phát sóng trực tiếp cùng một địa điểm. 

## Tổ chức
| Vai trò                          | Tên                                                        |
| -------------------------------- | ---------------------------------------------------------- |
| Bình luận viên tiếng Anh         | Michael Cole                                               |
| Bình luận viên tiếng Anh         | Corey Graves                                               |
| Bình luận viên tiếng Tây Ban Nha | Marcelo Rodriguez                                          |
| Bình luận viên tiếng Tây Ban Nha | Jerry Soto                                                 |
| Thông báo viên sàn đấu           | Mike Rome (Raw/Trận đấu Elimination Chamber Nam)           |
| Thông báo viên sàn đấu           | Samantha Irvin (SmackDown/Trận đấu Elimination Chamber Nữ) |
| Trọng tài                        | Danilo Anfibio                                             |
| Trọng tài                        | Jason Ayers                                                |
| Trọng tài                        | Jessika Carr                                               |
| Trọng tài                        | Dan Engler                                                 |
| Trọng tài                        | Daphanie LaShaunn                                          |
| Trọng tài                        | Eddie Orengo                                               |
| Trọng tài                        | Chad Patton                                                |
| Trọng tài                        | Ryan Tran                                                  |
| Trọng tài                        | Rod Zapata                                                 |
| Người điều khiển trước trận đấu  | Ariel Helwani                                              |
| Người điều khiển trước trận đấu  | Kayla Braxton                                              |
| Người điều khiển trước trận đấu  | Kevin Patrick                                              |
| Người điều khiển trước trận đấu  | Peter Rosenberg                                            |
| Người điều khiển trước trận đấu  | Wade Barrett                                               |

### Các trận đấu sơ bộ
Sự kiện mở đầu bằng trận đấu Elimination Chamber Nữ cho trận tranh đai Raw Women's Championship tại WrestleMania 39. Liv Morgan và Natalya bắt đầu trận đấu. Morgan ném mặt Natalya vào tường buồng trước. Natalya ném Morgan vào buồng giam. Raquel Rodriguez ra thứ ba và áp đảo Natalya và Morgan. Sau khi Nikki Cross ra thứ tư, Cross thống trị Morgan, Natalya và Rodriguez và thực hiện cú Crossbody từ trên cùng của một buồng giam vào cả ba. Carmella ra thứ năm và cố gắng ghim Morgan và Natalya. Carmella sau đó tự nhốt mình bên trong buồng giam để thoát khỏi Cross, tuy nhiên, Rodriguez đã lái Cross qua buồng, phá hủy buồng. Sau đó, Carmella tự nhốt mình vào buồng thứ hai trong khi Rodriguez đưa Cross trở lại sàn đấu và ghim cô ấy để loại Cross. Morgan leo lên tường buồng và thực hiện cú Sunset Bomb từ trên đỉnh của lồng sắt vào Rodriguez. Carmella đã tận dụng lợi thế và cố gắng ghim Rodriguez. Asuka bước vào cuối cùng và thống trị Carmella, dồn cô vào các tấm nhựa của buồng. Khi Morgan cố gắng thực hiện cú Ob-Liv-ion đối với Natalya, Carmella đã chặn lại bằng một cú đá vào Morgan. Natalya áp dụng đòn Sharpshooter lên Morgan và sau đó Asuka đồng thời áp dụng đòn Asuka Lock lên Morgan, người đã bất tỉnh, dẫn đến việc Morgan bị loại. Carmella thực hiện cú Princess Kick vào Natalya để loại cô ấy. Asuka và Carmella đã hợp tác nhắm vào Rodriguez, thực hiện một cú đúp vào Rodriguez để loại cô ấy. Cuối cùng, Asuka buộc Carmella phải khuất phục bằng đòn Asuka Lock để giành chiến thắng trong trận đấu và giành được một trận tranh đai Raw Women's Championship với Bianca Belair tại WrestleMania 39. Chiến thắng này cũng khiến Asuka trở thành người phụ nữ đầu tiên giành được Royal Rumble, Money in the Bank, Elimination Chamber.
Bobby Lashley đối đấu Brock Lesnar. Lesnar thực hiện cú Spear vào Lashley và kéo anh ta ra khỏi sàn đấu. Khi Lesnar đưa Lashley trở lại sàn đấu, Lashley đã thực hiện một cú Spear vào Lesnar để chuẩn bị hạ gục. Lashley thực hiện cú Spear thứ hai vào Lesnar và cố gắng thực hiện đòn Hurt Lock, tuy nhiên Lesnar đã trốn thoát và thực hiện cú F-5 vào Lashley. Lesnar thực hiện cú F-5 thứ hai trên Lashley. Trong những khoảnh khắc kết thúc, Lashley thực hiện cú Spear thứ ba vào Lesnar và áp dụng đòn Hurt Lock lên anh ta, tuy nhiên, trong một nỗ lực để phá vỡ thế giữ, Lesnar đã vô tình tấn công Lashley bằng cú đánh chỗ hiểm, do đó Lashley đã giành chiến thắng khi bị truất quyền thi đấu. Sau trận đấu, Lesnar tức giận đã thực hiện cú F-5 với trọng tài và Lashley. Lesnar sau đó thực hiện một cú F-5 với Lashley vào bàn bình luận và  cú F-5 khác cho trọng tài.
Edge và Beth Phoenix đối mặt với The Judgement Day (Finn Bálor và Rhea Ripley, cùng với Dominik Mysterio) trong một trận đấu đồng đội hỗn hợp. Trong trận đấu, khi Phoenix cố gắng thực hiện cú Splash trên Ripley, Mysterio đã vấp phải Phoenix. Edge đuổi theo Mysterio, người đã chạy đến khu vực hậu trường, xô ngã Bálor, tuy nhiên, Mysterio sau đó đã quay trở lại sàn đấu. Phoenix thực hiện cú DDT trên Ripley và cố gắng đổi người với Edge. Khi Edge và Phoenix đồng thời áp dụng cú Edgecator lên Bálor và Ripley, Mysterio chỉ cố gắng can thiệp để trọng tài ngăn cản anh ta làm như vậy. Ripley thực hiện một cú húc đầu vào Phoenix và đánh Edge bằng các đốt ngón tay bằng đồng. Ripley đặt Bálor lên Edge để ghim và Phoenix phá vỡ nỗ lực ghim. Trong một nỗ lực tiếp theo để chế nhạo Edge, Ripley đã đặt Phoenix lên bậc thang thép và cố gắng đánh bằng ghế thép, tuy nhiên, Phoenix đã trốn thoát và thực hiện cú Glam Slam với Ripley ngoài sàn đấu. Trở lại sàn đấu, Bálor thực hiện cú Sling Blade trên Edge và thực hiện cú Shotgun Dropkick, nhưng Edge đã chặn anh ta bằng cú Spear. Edge và Phoenix sau đó thực hiện Shatter Machine trên Bálor để giành chiến thắng trong trận đấu.
Austin Theory bảo vệ đai United States Championship trước Bronson Reed, Damian Priest, Johnny Gargano, Montez Ford và Seth "Freakin" Rollins trong trận đấu trận đấu Elimination Chamber Nam. Gargano và Rollins bắt đầu trận đấu. Theory ra thứ ba và bắt đầu nhắm vào Gargano và Rollins, sau đó, Theory đã quăng Gargano vào tấm nhựa của một buồng. Theory đã cố gắng hàn gắn lại liên minh của mình với Gargano, kể từ NXT, tuy nhiên, Gargano đã từ chối Theory. Tuy nhiên, Theory đã tự nhốt mình trong buồng, Rollins đã mở buồng và cả Gargano và Rollins đều tấn công Theory khi ở trong buồng. Damian Priest ra thứ tư và thống trị Gargano và Rollins. Theory đã cổ vũ cho Priest, tuy nhiên, Priest đã tấn công anh ta bằng cú đá. Rollins đã thực hiện cú Superplex và Falcon Arrow trên Priest. Reed ra thứ năm và thống trị các đối thủ khác. Reed sau đó thực hiện cú đúp Samoan Drop trên Gargano và Rollins. Reed đã cố gắng ghim Rollins. Reed thực hiện một cú splash vào Priest. Sau đó, Priest thực hiện cú Shoulder Tackle với Theory, sau đó, Reed đã quăng Theory vào buồng. Người cuối cùng bước vào là Ford. Để bày tỏ lòng kính trọng đối với The Rock, Ford đã cố gắng thực hiện cú People's Elbow của riêng mình vào Priest chỉ để Reed chặn được Ford. Sau đó, Theory nhấc Reed lên vai, chỉ để Reed phản đòn thành cú Powerslam. Rollins hạ gục Gargano, người đang ở trên vai của Reed: Đến lượt Gargano thực hiện đòn Hurricanrana trên Reed và Ford cố gắng ghim Reed. Ford đã thực hiện cú Crossbody từ trần của lồng sắt lên Gargano, Rollins, Theory, Reed và Priest. Gargano, Ford và Rollins đã thực hiện cú superkick trên Reed, sau đó, Gargano thực hiện cú Final Beat trên Reed, tiếp theo là Rollins thực hiện cú Stomp vào Reed. Ford đã biểu diễn cú From The Heavens trên Reed để loại anh ta. Gargano và Rollins đánh bật Theory và Priest ra khỏi tấm nhựa của buồng, sau đó, Gargano và Rollins ẩu đả trên đỉnh buồng. Rollins đã cố gắng thực hiện cú Powerbomb trên Gargano, tuy nhiên, Gargano đã phản công thành cú Hurricanrana khiến Rollins rời khỏi buồng để gặp các đối thủ khác. Priest đã thực hiện cú Razor's Edge trên Gargano để loại anh ta. Khi Rollins nâng Priest lên, Ford đã thực hiện cú Blockbuster nhắm vào Priest để loại anh ta. Ford đã thực hiện các  cú Suicide Dives trên Rollins và Theory. Khi Ford biểu diễn cú From The Heavens trên Theory, Theory đã nâng đầu gối lên để chặn tác động. Rollins biểu diễn cú Stomp của Ford bên ngoài sàn đấu và Theory đã ghim Ford để loại anh ta. Sau khi anh ấy bị loại, các trọng tài đã đỡ Ford và giúp anh ấy vào khu vực hậu trường. Trong những khoảnh khắc kết thúc, Rollins đã biểu diễn cú Pedigree vào Theory, tuy nhiên, Logan Paul, người đã loại Rollins trong trận đấu Royal Rumble nam, xuất hiện khi Ford đang rời đi. Paul biểu diễn  cú Stomp vào Rollins và Theory sau đó biểu diễn cú A-Town Down on Rollins để giữ lại danh hiệu.

### Trận đấu tâm điểm
Roman Reigns (cùng với Paul Heyman) bảo vệ đai vô địch Undisputed WWE Universal trước Sami Zayn. Ngay khi trận đấu bắt đầu, khán giả quê nhà đã cổ vũ cho Zayn, đồng thời la ó và lăng mạ Reigns một cách ác ý. Reigns đã chịu được một loạt cuộc tấn công của Zayn trước khi chế nhạo đám đông, bao gồm cả vợ của Zayn, người ngồi ở hàng ghế đầu. Zayn đã thực hiện cú Sunset Bomb trên Reigns. Reigns đã thực hiện cú Uranage trên Zayn. Zayn phản đòn cú Superman Punch thành Exploder Suplex. Reigns phản đòn Helluva Kick thành cú Superman Punch. Khi Reigns cố gắng sử dụng cú Spear, Zayn đã nhảy qua và cuộn Reigns lại để chuẩn bị lao tới. Zayn thực hiện cú Exploder Suplex khác trên Reigns và tiếp theo là cú Superman Punch và cú đá Helluva của riêng anh ấy. Bên ngoài sàn đấu, Reigns định dùng cú Spear, tuy nhiên, Zayn đã bước ra ngoài khiến anh ta đâm vào hàng rào ngoài sàn đấu. Trở lại sàn đấu, Zayn thực hiện cú Blue Thunderbomb trên Reigns. Khi Zayn cố gắng thực hiện cú Blue Thunderbomb thứ hai, Reigns đã phản công và đẩy Zayn vào trọng tài, khiến anh ta bất lực. Zayn sau đó đã thực hiện một cú Helluva Kick, tuy nhiên, trọng tài đã không thể đếm được. Jimmy Uso, người được Heyman yêu cầu ở nhà một tuần trước đó, đã xuất hiện và biểu diễn cú Uso Splash trên Zayn. Jimmy đặt Reigns cho Zayn và một trọng tài mới bước ra để đếm. Reigns thực hiện cú Spear thứ hai vào Zayn. Khi Reigns cố gắng thực hiện cú Superman Punch khác, anh ta đã vô tình làm mất khả năng điều khiển trận đấu của trọng tài mới. Heyman lấy chiếc ghế thép từ dưới sàn đấu và đưa nó cho Reigns. Jey Uso sau đó xuất hiện và Reigns chỉ trích Jey vì đã đứng về phía Zayn. Reigns sau đó nhường ghế cho Jey, tuy nhiên, Jey mâu thuẫn từ chối tấn công Zayn. Zayn sau đó đã cố gắng tấn công Reigns, tuy nhiên, Reigns đã tránh đường và thay vào đó, Zayn vô tình đánh trúng Jey. Reigns sau đó tấn công Zayn bằng chiếc ghế, và thực hiện cú Spear thứ ba vào Zayn để giữ lại danh hiệu.
Sau trận đấu, Reigns và Jimmy tấn công Zayn cho đến khi Kevin Owens xuất hiện và tấn công Jimmy. Owens sau đó tấn công Reigns và thực hiện cú Stunners trên cả Reigns và Jimmy. Owens sau đó đã thực hiện cú Pop-up Powerbomb trên Jimmy thông qua bàn bình luận. Owens sau đó lấy lại một chiếc ghế, chỉ để Heyman tấn công Owens nhưng vô ích. Owens sau đó thực hiện cú Stunner trên Heyman. Zayn thực hiện cú đá Helluva Kick trên Reigns, và có một màn hạ gục Owens, người đã rời sàn đấu. Zayn sau đó đã nhận được sự hoan nghênh nhiệt liệt từ đám đông quê hương khi sự kiện kết thúc.

## Kết quả
| #                                           | Kết quả | Thể loại | Thời gian |
| ------------------------------------------- | --- | --- | --------- |
| 1                                           | Asuka đánh bại Carmella, Liv Morgan, Natalya, Nikki Cross và Raquel Rodriguez                                          | Trận đấu Elimination Chamber Nữ giành cơ hội tham dự trận đấu tranh đai WWE Raw Women's Championship tại WrestleMania 39 | 19:30     |
| 2                                           | Bobby Lashley đánh bại Brock Lesnar khi đối thủ bị truất quyền thi đấu                                                 | Trận đấu đơn | 4:45      |
| 3                                           | Edge và Beth Phoenix đánh bại The Judgment Day (Finn Bálor và Rhea Ripley) (đi với Dominik Mysterio) bằng đòn kết liễu | Trận đấu hỗn hợp đồng đội                                                                                                | 13:50     |
| 4                                           | Austin Theory (c) đánh bại Bronson Reed, Damian Priest, Johnny Gargano, Montez Ford và Seth "Freakin" Rollins          | Trận đấu Elimination Chamber Nam tranh đai WWE United States Championship                                                | 31:30     |
| 5                                           | Roman Reigns (c) (đi với Paul Heyman) đánh bại Sami Zayn bằng đòn kết liễu                                             | Trận đấu đơn tranh đai Undisputed WWE Universal Championship                                                             | 32:20     |
| - (c) – chỉ người vô địch bước vào trận đấu | | |           |

### Trận đấu Elimination Chamber Nữ
| Bị loại     | Đô vật           | Vị trí | Bị loại bởi       | Đòn          | Thời gian |
| ----------- | ---------------- | ------ | ----------------- | ------------ | --------- |
| 1           | Nikki Cross      | 4      | Raquel Rodriguez  | Đòn kết liễu | 11:40     |
| 2           | Liv Morgan       | 2      | Asuka và Natalya  | Đòn kỹ thuật | 16:40     |
| 3           | Natalya          | 1      | Carmella          | Đòn kết liễu | 17:25     |
| 4           | Raquel Rodriguez | 3      | Asuka và Carmella | Đòn kết liễu | 18:25     |
| 5           | Carmella         | 5      | Asuka             | Đòn khóa     | 19:30     |
| Chiến thắng | Asuka            | 6      |                   |              |           |

### Trận đáu Elimination Chamber tranh đai United States Championship
| Bị loại     | Đô vật                 | Vị trí | Bị loại bởi   | Đòn          | Thời gian |
| ----------- | ---------------------- | ------ | ------------- | ------------ | --------- |
| 1           | Bronson Reed           | 5      | Montez Ford   | Đòn kết liễu | 18:00     |
| 2           | Johnny Gargano         | 1      | Damian Priest | Đòn kết liễu | 23:05     |
| 3           | Damian Priest          | 4      | Montez Ford   | Đòn kết liễu | 25:00     |
| 4           | Montez Ford            | 6      | Austin Theory | Đòn kết liễu | 27:45     |
| 5           | Seth "Freakin" Rollins | 2      | Austin Theory | Đòn kết liễu | 31:30     |
| Chiến thắng | Austin Theory (c)      | 3      |               |              |           |